# 徳川夢声
徳川 夢声（とくがわ むせい、1894年（明治27年）4月13日 - 1971年（昭和46年）8月1日）は、日本の弁士、漫談家、作家、俳優。ラジオ・テレビ番組などをはじめ、多方面で活動した日本の元祖マルチタレントとも言える人物である。本名は福原駿雄（ふくはら としお）。「彼氏」「恐妻家」の造語でも知られる。日本放送芸能家協会（現・日本俳優連合）初代理事長。

## 経歴

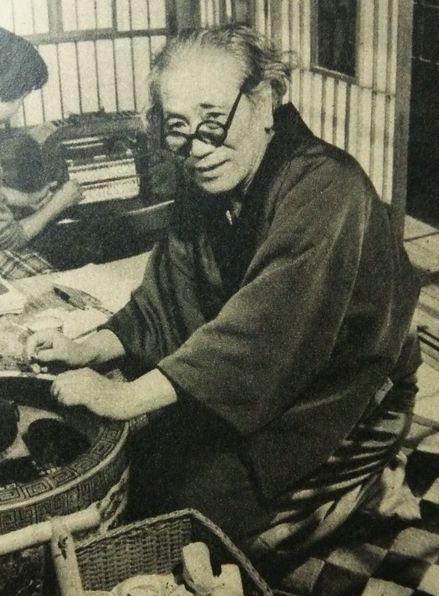
1955年

島根県益田市に生まれ、幼少時に津和野に一時住んだ後は上京し東京で育つ。口演童話家として活躍し、児童文学の普及に貢献した天野雉彦は叔父（母の弟）。
3歳の頃、母に捨てられ、同居していた祖母に育てられる。幼少の頃から話術が達者で当時演じられていた落語をほとんど覚えていたという。学生時代に、近所に住む人妻と恋愛関係になるが、彼女は後に新劇界の伝説の女優「伊沢蘭奢」になった。
東京では赤坂小学校に通い、のちに芸妓で有名になる萬龍（赤坂小に一時通う）とは同級生にあたる。その後、赤坂近隣にある東京府立第一中学校（現 都立日比谷高校）を卒業したが、第一高等学校（現 東京大学教養学部）の入学試験に二度失敗。憧れの落語家になるため三遊亭圓子の元に入門を決意する。しかし父親に反対され、1913年（大正2年）に活動写真（無声映画）の弁士となる。日活第二福宝館で清水霊山に師事し「福原霊川」となのる。
1914年（大正3年）に秋田の映画館で主任弁士を3カ月つとめた後、1915年（大正4年）に帰京して新宿の映画館の主任をつとめるがすぐに館がつぶれ、再度、秋田の映画館に2カ月でかける。
1915年（大正4年）9月に、赤坂葵館に主任弁士として迎えられる。この時、支配人が勝手に、「葵」から「徳川」という芸名をつけたため、後でそれを知った当人はその大げさな名前に驚いたという。1916年（大正5年）ごろ、弁士をしながら明治大学の聴講生になり1年ほど籍をおいた。
1921年（大正10年）5月14日、日本で初公開のドイツ表現派の映画『カリガリ博士』の弁士を務めたという記録もあり、活動写真が好きでなかった竹久夢二なども観覧し、その印象を雑誌「新小説」に挿絵とともに寄稿している。1925年（大正14年）、新宿武蔵野館に入る。東京を代表する弁士として、人気を博す。
ストレスのため酒量が増え、20代で早くもアルコール使用障害になり、酒の上での失敗を繰り返す。40歳で妻を亡くすが、妻が亡くなった夜も酩酊状態であったほどであった。3人の娘をかかえ途方にくれるが、親友であったユーモア作家東健而の未亡人・静枝と再婚。新妻との間に長男が生まれるが、自身の健康に自信がなかった夢声は、「この子が成長するまで生きられるか?」と不安をいだいたが、結果としては長生きして、長男は無事に成人した。
二人目の妻・静枝の妹は、頭山秀三（頭山満の三男）の妻。妻の別の妹は、「天鬼将軍」としてしられた馬賊の薄益三の長男の妻となった。
昭和の時代になって、音声の出るトーキーが登場すると弁士の必要はなくなり、漫談や演劇に転じる。まだ弁士時代の1926年（大正15年）から、特別イベントとして古川ロッパらと弁士らの珍芸劇団「ナヤマシ会」を数年、開催。
1929年（昭和4年）、高級映画の殿堂と呼ばれていた武蔵野館における弁士の仕事が激減、1933年（昭和8年）に弁士を廃業、やはりロッパらと劇団「笑の王国」を結成するも意見の相違ですぐに脱退。
1937年（昭和12年）、岸田国士、杉村春子らが立ち上げた文学座に参加。ただし、新劇俳優としての夢声については悪評の嵐であり、文学座を退団。他に、映画にも俳優として出演する。1942年には、薄田研二、丸山定夫、藤原釜足らと劇団「苦楽座」を結成。
また、漫談の研究団体「談譚集団」を結成。メンバーは、大辻司郎、山野一郎、松井翠声、泉虎夫、奈美野一郎、木下華声、5代目蝶花楼馬楽（後の林家彦六）、正岡容ら。また、夢声の弟子の丸山章治、福地悟郎、吉井俊郎、木戸竝であり、月に1回、新作漫談の発表会をやっていた。
なお、夢声は早くから老人めいた雰囲気があり、40代から「夢声老」と、50代では「夢声翁」とよばれていた。
また、ラジオでも活躍。1939年から（レギュラー放送は1943年から）、NHKラジオで吉川英治の『宮本武蔵』の朗読を始め、人気を博す。独特の「間」は夢声独自のものであった。
文筆にも優れ、「新青年」などにユーモア小説やエッセイを多数執筆。1936年、佐々木邦、辰野九紫らとともに「ユーモア作家倶楽部」の創設に参加。1938年（昭和13年）、1949年（昭和24年）の直木賞候補にもなった。また、俳句好きで、1934年（昭和9年）から久保田万太郎が宗匠の「いとう句会」に所属し、句歴三十年に及んだ。ただし、毎日のように作ったので膨大な凡作の山である。
日々、詳細な日記をつけており、その一部は『夢声戦争日記』として出版され、戦時下の生活の貴重な資料となっている。また、自伝や自伝的な書も何冊も出しており、それらの執筆に日記が役立ったと思われる。
太平洋戦争(大東亜戦争)中は各地に慰問興行に出かけている。1942年（昭和17年）から1943年（昭和18年）、占領下の東南アジア各地の慰問団に参加し、シンガポールでは日本未公開の映画『風と共に去りぬ』『ファンタジア』を見て、「日本は物質的のみならず、精神的にもアメリカに劣っているのではないか」という感想を抱き、後に随筆に記した（1945年発表の随筆「風とともに去りぬ」）。
1949年（昭和24年）2月25日、皇居に招かれ、昭和天皇の御前で辰野隆、サトウハチローとともに座談会を行い、約3か月後に雑誌『文藝春秋』6月号に「天皇陛下大いに笑ふ」のタイトルでその模様が掲載された。天皇との座談会は1957年（昭和32年）4月17日にも行われ、サトウハチロー、吉川英治、獅子文六、火野葦平とともに参加している。
第二次世界大戦後は新しいメディアの波に乗り、ラジオ・テレビで活躍した。NHKラジオのクイズ番組『話の泉』のレギュラー回答者などをつとめる。またテレビ放送も初期から関わり、NHKテレビの『こんにゃく問答』（柳家金語楼と競演）、日本テレビの『春夏秋冬』などに出演、日本におけるテレビ創成期の立役者のひとりである。1951年（昭和26年）、芸術祭賞受賞。
また、1951年から1958年まで週刊朝日に連載された連続対談「問答有用」も、戦後の夢声を代表する仕事である。
1953年（昭和28年）のエリザベス2世戴冠式には、特派員として訪英。また、夢声の娘が日系アメリカ人と結婚していたため、その帰りにアメリカにも寄って娘や孫と会い、その旅を著書『地球もせまいな』にまとめた。
1955年（昭和30年）、「年ごとに円熟を示している各方面における活躍」により、菊池寛賞を受賞。
1958年（昭和33年）にはKRT（現TBS）で製作された「テレビ結婚式」の司会を中村メイコと務めるが短期間で終わった。

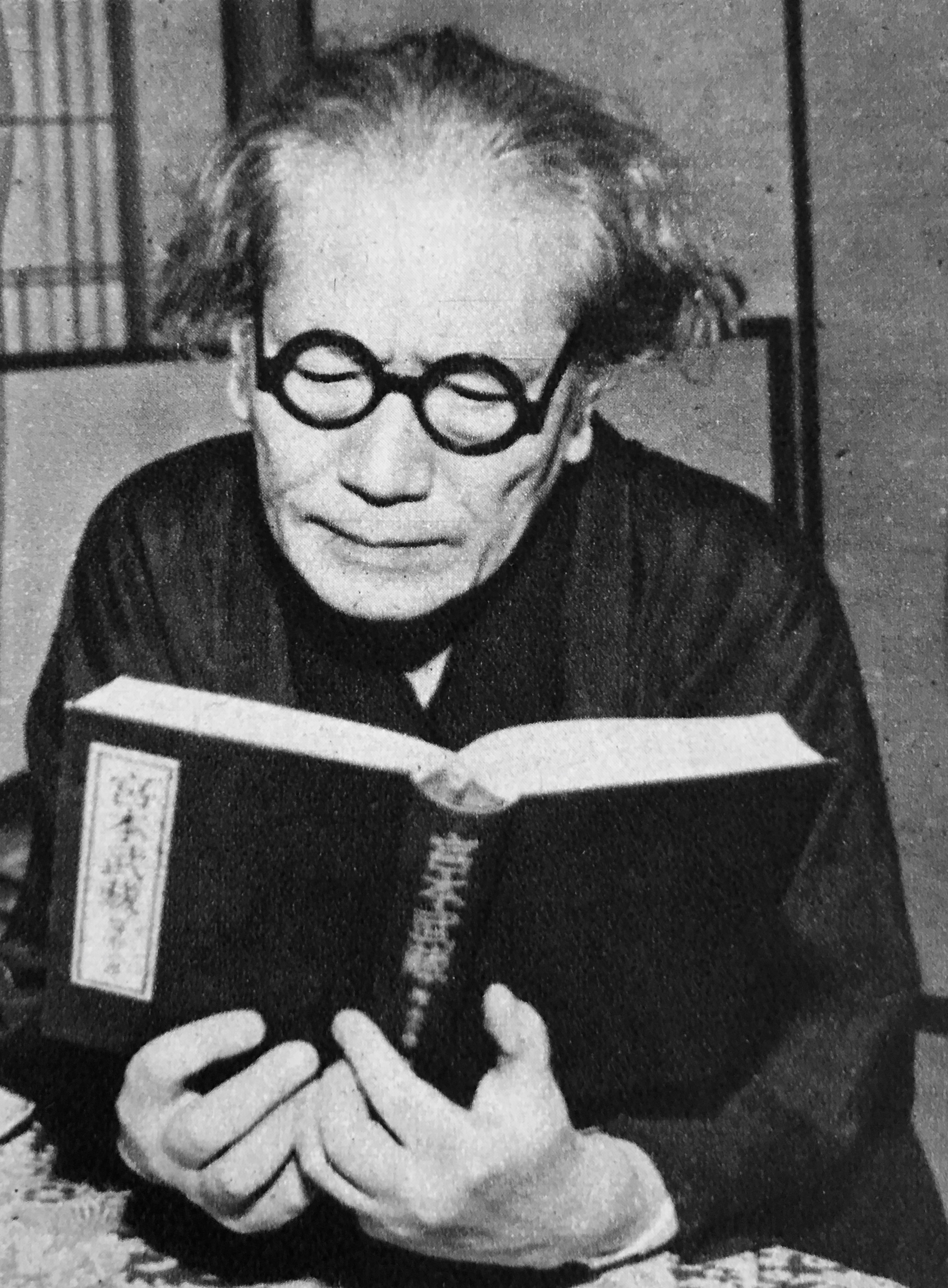
徳川夢声と『宮本武蔵』。1955年

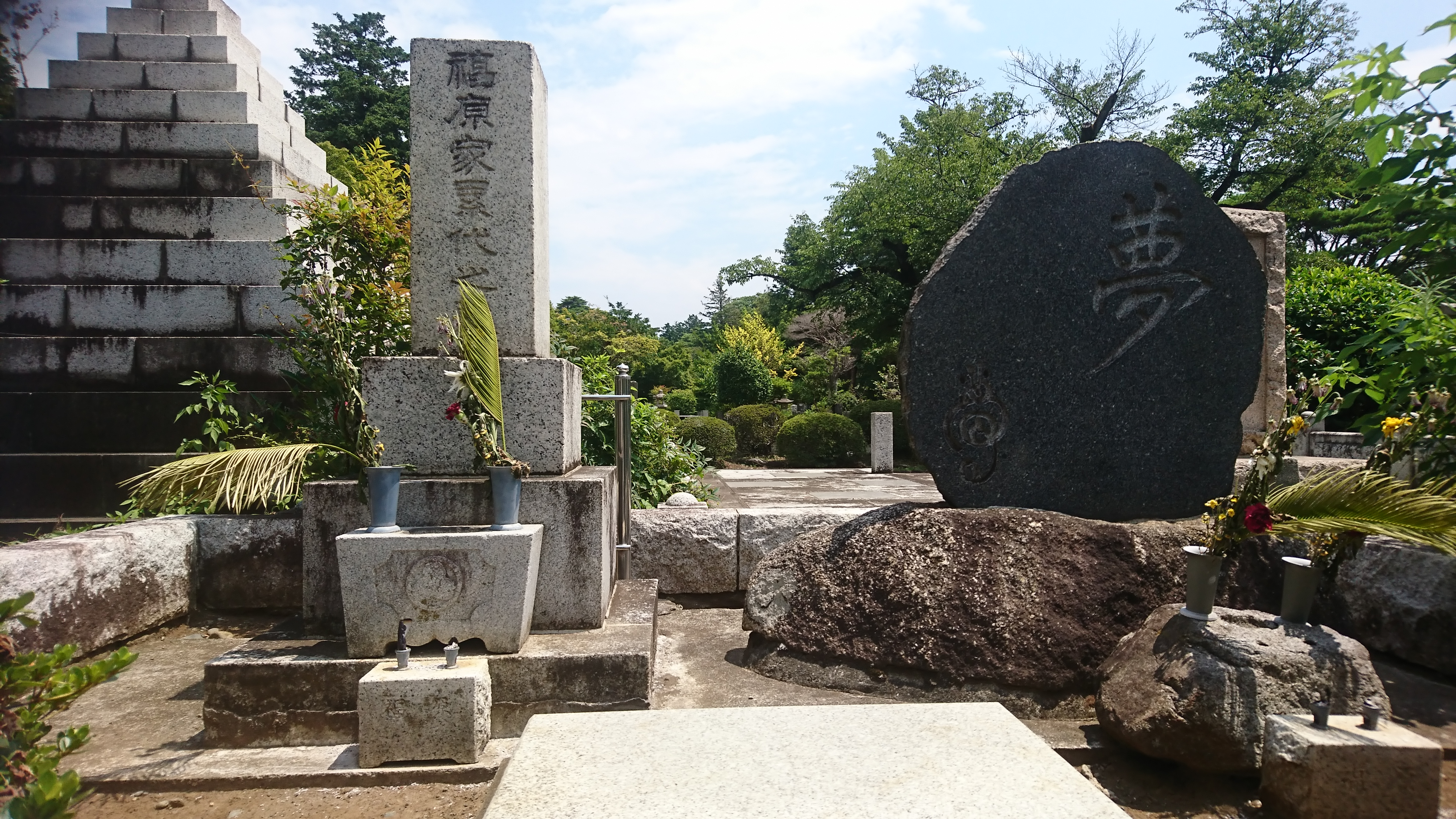
徳川夢声の墓

代表作のラジオ朗読『宮本武蔵』は戦後も、1961年（昭和36年）- 1963年（昭和38年）にかけてラジオ関東（現・アール・エフ・ラジオ日本）にて放送。2002年（平成14年）から同局と東海ラジオで再放送されている。また、この『宮本武蔵』は1971年（昭和46年）に同局開局15周年記念としてレコード化され、エレックレコードから発売された。
1965年（昭和40年）には愛知県犬山市にオープンした博物館明治村の初代村長となった。
1971年（昭和46年）8月1日12時20分、脳軟化症に肺炎を併発して死去した。77歳没。最期の言葉は「おい、いい夫婦だったなあ」であった。墓所は府中多磨霊園。

## 受賞・栄典等
- 1938年、第7回直木賞候補
- 1949年、第1回文藝春秋読者賞「天皇陛下大いに笑ふ」（辰野隆・サトウハチロー鼎談）
- 1949年、第21回直木賞候補
- 1950年、第1回NHK放送文化賞
- 1951年、芸術祭賞（「宮本武蔵」実演により）
- 1955年、第3回菊池寛賞（各方面における活動）
- 1957年、紫綬褒章
- 1965年、東京都名誉都民
- 1967年、勲四等旭日小綬章
- 1975年、東映太秦映画村・第1回「映画の殿堂」

## 著書
- 漫談叢書 第1編  夢声漫談　聚英閣 1927
- 徳川夢声・大辻司郎漫談集 春江堂 1929
- 夢諦軒随筆 秋豊園出版部 1930
- 夢声軟尖集 往来社 1931
- 夢声軟光集 山県秀美堂 1931
- 現代ユウモア叢書 第5編 夢声半代記 資文堂書店 1931
- くらがり二十年 アオイ書房 1934 / 春陽堂文庫 1942 / 春陽文庫 1957
- 閑散無双 アオイ書房 1934
- 現代ユーモア小説全集 第5巻 喃扇楽屋譚 他六篇 アトリヱ社 1935
- 愚談漫談 実業之日本社 1937
- 新版ユーモア小説全集 第5巻 唖にされた音盤　アトリヱ社 1939
- 天鬼将軍 双雅房 1940
- 駄犬駄主人 東成社（ユーモア文庫） 1941
- 吾家の過去帖 万里閣 1942
- 五ツの海 興亜書局 1942
- 爆雷社長 錦城出版社、1942
- 吾家の過去帳 万里閣 1042
- 柳緑花紅録 イヴニング・スター社 VAN叢書 1946
- 甘辛十五年 コバルト社 コバルト叢書 1946
- 自伝夢声漫筆 明治・大正篇（全2冊） 早川書房 1946
- 自伝夢声漫筆 昭和篇 早川書房 1947
- 世相談議 中央社ユーモア文庫 1947
- 話術 秀水社 1947 / 白揚社 1949
- 有中先生物語 ユーモア推理小説 誠光社 1948
- うすけぼう譚 随筆二十年 東寳書店 東宝よみもの文庫 1948
- チコ一世伝 展文社 1948
- あかるみ十五年 世界社 1948
- 夢声懺悔録 生活文化社 1948
- 強盗時代 眞光社 1948
- 親馬鹿十年 創元社 1950
- 同行二人 養徳社 1950
- 放送話術二十七年 白揚社 1951
- 雁のあとさき 随筆集 四季社 1951
- 悲観も愉し 創元社 1951
- 放送 西遊記 宝文館 1951
- 負るも愉し 二十世紀日本社 1951
- 私の動物記 要書房 1951
- 夢声身上ばなし 明治の巻・大正の巻 徳川夢声自伝 早川書房（全2冊） 1952
- 問答有用 夢声対談集 全10冊 朝日新聞社 1952-58。私家本（最終2冊を追加）1961
※1951年（昭和26年）より『週刊朝日』の人気連載で、約400回の各界著名人との対談
  - 対談 奥義書 問答有用うらばなし 有紀書房 1957。編集長扇谷正造ほか、300回記念出版
- 連鎖反応 ヒロシマユモレスク 東成社 1952 （ユーモア小説全集 第6）
- 夢諦軒句日誌二十年 オリオン社 1952
- 随筆 甘茶博物誌 東和社 1953
- 徳川夢声代表作品集 全4巻 六興出版社 1953
- いろは交友録 鱒書房 1953
- 世界飛びある記 桃園書房 1954
- お茶漬哲学 文藝春秋新社 1954
- 地球もせまいな 朋文堂 旅窓新書 1954
- 現代ユーモア文学全集 第3 徳川夢声集　駿河台書房 1954
- 悲観楽観 文藝春秋新社 新書判 1955
- 夢声随筆 河出書房 1955 河出新書
- 芸術家素描 徳川夢声との対談 関書院 新書判 1955
- こんにゃく随想録 鱒書房 新書判 1956
- 地声人語 探偵長自白他 東洋文化協会 1959
- 雑記・雑俳二十五年 オリオン社出版部 1959
- あなたも酒がやめられる 文藝春秋新社 1959
- 夢声戦争日記 全5巻 中央公論社 1960
- 徳川夢声集 現代知性全集 第50 日本書房 1961
- 明治は遠くなりにけり　夢声自伝・明治篇 早川書房 1962
- よき友よき時代　夢声自伝・大正篇 早川書房 1962
- 一等国にっぽん　夢声自伝・昭和篇Ⅰ 早川書房 1962
- 守るも攻めるも　夢声自伝・昭和篇Ⅱ 早川書房 1963
- にっぽん好日　夢声自伝・昭和篇Ⅲ 早川書房 1963 - 各・ハヤカワ・ライブラリー（新書判）
- 銭と共に老ひぬ－夢声自叙伝 上・下　新銭社 新書判 1968-1970
- 世にも不思議な話 実業之日本社 1969 ホリデー新書

選集の共著
- 漫談レヴュウ 古川ロッパ、岡田時彦共著 「現代ユウモア全集 第18」同刊行会 1929
- まんだん読本　漫談花形揃傑作選 立興社文芸部 1932

他は、古川緑波/井口静波/松浦翠波/西村楽天/大辻司郎/山野一郎
- 川柳の味ひ方と作り方 川柳祭社、1948。古川緑波・正岡容・吉田機司 と共著
- これは面白い 座談会異色集（編著）京都文藝社、1949
- 現代日本随筆選 3 愚妻愚夫譚 徳川夢声 / 天気帖 高田保、筑摩書房 1953
- 随筆寄席 座談会 全4巻（辰野隆、林髞共編） 日本出版協同 1954 / 新版 春歩堂 1960
- 親馬鹿読本（共著）鱒書房 1955
- 現代随想全集 第26巻 高田保・徳川夢声・渋沢秀雄集 創元社 1955
- 随筆の味（編著） 春陽堂書店 1958
- 私だけが知っている (共編著） 早川書房 1961
- 私の履歴書14[13] 日本経済新聞社 1963
- 世界の人間像 第13 角川書店 1963、同編集部 編「東京芸界奇人伝＝正岡容ほか」を収録
- プロ・タレント花形稼業入門（共編著） ダイヤモンド社 1966
- 私だけが知っている：幻のNHK名番組 第1・2集 共著 光文社文庫 1993

没後刊の新版
- 夢声戦争日記 中公文庫 全7巻 1977
  - 夢声戦争日記 抄－敗戦の記 中公文庫 2001 ISBN 4122039215。1945年4月1日〜8月30日分を収録（水木しげる解説）
  - 夢声戦中日記 中公文庫 2015 ISBN 4122061547。電子書籍も刊

姉妹編：1941年12月8日〜1945年3月31日分から抜粋収録（濱田研吾編・解説）
- 夢声自伝（上中下）講談社文庫 1978、電子書籍版 2020
- 物語 西遊記 宝文館出版 1981
- 夢声の動物記 六興出版 1983 / ちくま文庫 1996
- 徳川夢声の問答有用 全3冊 朝日文庫 1984。三國一朗解説
  - 問答有用－徳川夢声対談集 ちくま文庫 2010 ISBN 4480427694。阿川佐和子編（朝日文庫版から抜粋）
- 問答有用－徳川夢声の世界 全3冊 深夜叢書社 1994-1996。齋藤愼爾編（Ⅰ・Ⅱは文学者篇、Ⅲは政財界篇）
- 話術　白揚社 新装版 1996、2003 / 新潮文庫 2018 ISBN 4101213615
- 徳川夢声－放送話術二十七年　日本図書センター〈人間の記録〉1998 ISBN 4820543164
- 夢声半代記―伝記・徳川夢声　大空社〈伝記叢書〉1998。復刻
- いろは交友録　ネット武蔵野 2003 ISBN 4944237901。復刻・那須良輔 絵
- 徳川夢声の小説と漫談これ一冊で 清流出版 2009 ISBN 4860293010。付録に漫談CD
- 徳川夢声のあかるみ十五年 清流出版 2010 ISBN 4860293436
- 徳川夢声のくらがり二十年 清流出版 2010 ISBN 4860293428
- 吉川英治 宮本武蔵（朗読CD）新潮社 全20巻 2002 / 新版全7集 2006

## 研究書
- 三國一朗 『徳川夢声の世界』青蛙房 1979年10月
- 三國一朗 『徳川夢声とその時代』講談社・もんじゅ選書 1986年6月
- 濱田研吾 『徳川夢声と出会った』晶文社 2003年12月

## 映画作品
- 『音楽喜劇　ほろよい人生』(1933)　出演 アサオの父役
- 『坊っちゃん』(1935) 出演 校長役
- 『吾輩は猫である』(1936) 出演 迷亭役
- 水戸黄門漫遊記 出演 水戸黄門光圀公役
  - 『水戸黄門漫遊記 日本晴れの巻』(1938)
  - 『水戸黄門漫遊記 東海道の巻』(1938)
- 『綴方教室』(1938) 出演 父由五郎役
- 『南京』(1938) 解説
- 『はたらく一家』(1939)　出演 職工・石村役
- 『エノケンの孫悟空』前編・後編 (1940)　出演 天文博士鰐々居士役
- 『春よいづこ』 (1940) 出演
- 『八十八年目の太陽』（1941）出演 深見鉄平役
- 『川中島合戦』 (1941) 出演 市兵衛役
- 『子寶夫婦』(1941) 出演
- 『小林一茶』(1941) 解説
- 『昨日消えた男』(1941) 出演 篠崎源左衛門役
- 『水滸伝』(1942) 出演 羅真人役
- 『陸軍航空戦記 ビルマ篇』(1943) 語り
- 『生きてゐる孫六』(1943) 解説
- 『煉瓦女工』(1946) 出演
- 『浮世も天国』(1947)　出演
- 『看護婦の日記』(1947) 出演 大月役
- 『幽霊暁に死す』(1948) 出演
- 『手をつなぐ子等』(1948) 出演 校長役
- 『馬車物語』(1948) 出演 石中石次郎役
- 『幽霊塔』(1948) 出演
- 『死美人事件』(1948) 出演 検事総長役
- 『日本産業地理大系第1篇 国立公園伊勢志摩』(1949年)<未公開> 解説
- 『流れる星は生きている』(1949年) 出演
- 『春の戯れ』 (1949年) 出演 金蔵役
- 『エノケンのとび助冒険旅行』(1949年) 解説
- 『日本敗れたれど JAPAN AWAKE!』(1949年）解説
- 『仔熊物語』(1950年) 解説
- 『母情』(1950年) 出演
- 『海魔陸を行く』(1950年) 解説
- 『剣難女難 女心伝心の巻』(1951) 出演
- 『自由学校』(1951) 出演
- 『天明太郎』(1951) 原作
- 『又四郎行状記 鬼姫しぐれ』(1951) 出演 内藤治部右衛門役
- 『三太と千代の山』(1952) 出演
- 『西遊記』(1952) 出演
- 『色ごよみ 権九郎旅日記』(1953) 出演
- 『親分の青春』(1953) 出演
- 『女性に関する十二章』(1954) 出演 呉平太役
- 『ノンちゃん雲に乗る』(1955) 出演 おじいさん役
- 『白夫人の妖恋』(1956) 出演 法海禅師役[14]
- 『伴淳・アチャコ・夢声の活弁物語』(1957) 出演 谷口緑風役
- 『世界は恐怖する』（1957）解説
- 『弥次喜多道中記』(1958) 出演 十返舎一九役
- 『弥次喜多道中記夫婦篇 弥次喜多道中双六』(1958) 出演 十返舎一九役
- 『続・社長三代記』(1958) 特別出演 本人
- 『爆笑水戸黄門漫遊記』(1959) 出演 水戸黄門役
- 『孫悟空』(1959) 出演
- 『花のお江戸のやくざ姫』(1961) 出演
- 『おとぎの世界旅行』(1962) アニメ 声の出演
- 『雪之丞変化』(1963) 出演 語る人役

## 徳川夢声市民賞
夢声の生地である益田市の市民有志が、2001年より、夢声にちなんで話芸に秀でた人を表彰する賞として授与している。元編集者の高橋一清が主宰。
- 第一回（2001年）
  - 小沢昭一
- 第二回（2002年）
  - 中村メイコ
- 第三回（2003年）
  - 加賀美幸子
- 第四回（2004年）
  - 永六輔
- 第五回（2005年）　
  - 山川静夫
- 第六回（2006年）
  - 浜村淳
- 第七回（2007年）
  - 宇田川清江
- 第八回（2008年）　
  - 平野啓子
- 第九回（2009年）　
  - 山根基世
- 第十回（2010年）
  - 堀尾正明

## 夢声が登場する小説等
- 横溝正史『びっくり箱殺人事件』 -　夢声をモデルとした「深山幽谷」というキャラクターが登場。
- 女優Ｘ 伊沢蘭奢の生涯（1996年12月27日、TBS）- 伊沢蘭奢を題材としたドラマ。若き日の夢声（福原駿雄）が登場する。演：仲村トオル。
- なつぞら（2019年上期NHK連続テレビ小説）- 夢声をオマージュした声優「豊富遊声」（演・山寺宏一）が登場する[16]
- 日本のいちばん長い夏（半藤一利著、文藝春秋）- 月刊文藝春秋1963年8月号の座談会に登場。2007年、半藤の加筆ののち書籍化。映画化（2010年)では夢声の役を落語家・医師の立川らく朝が演じた。

## その他
- 晩年には警察官を支援する「警察官友の会」の会長を務めていた[17]。